# Miss Litauen

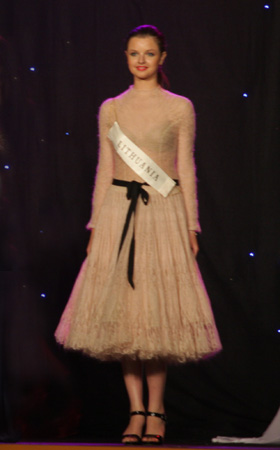
Gabrielė Martirosianaitė, Miss Litauen 2008

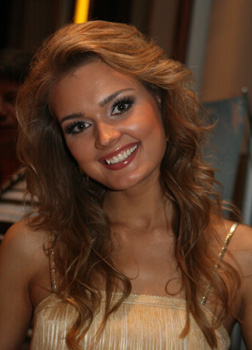
Jurgita Jurkutė, Miss Litauen 2007

Miss Litauen ist ein jährlicher nationaler Schönheitswettbewerb für unverheiratete Frauen in Litauen. Im Inland heißt er Mis Lietuva. Siegerinnen und Finalistinnen nehmen an den internationalen Wahlen zur Miss World (seit 1993), Miss Europe (seit 1991) und Miss Baltic Sea (seit 1990) teil.
Die ersten Schönheitswettbewerbe wurden von UAB Lietuvos grožio formulė (unter Leitung von Jūratė Vilimienė), danach von Academia Femina (Izolda Gudelis) organisiert. 1999 wurde um die Rechte an der Organisation heftig gestritten; Unternehmerin J. Vilimienė war später daran nicht beteiligt.

## Siegerinnen
| Jahr    | Miss Litauen                        |
| ------- | ----------------------------------- |
| 1988    | Ingrida Mikelionytė                 |
| 1989    | Liucija Gruzdytė                    |
| 1990    | Greta Bardavelytė                   |
| 1991    | Dalia Leleivaitė                    |
| 1992    | Rasa Kukenytė                       |
| 1993    | Jūratė Mikutaitė                    |
| 1994    | Jurga Tautkutė                      |
| 1995    | Gabrielė Bartkutė                   |
| 1996    | Sandra Chlevickaitė / Daiva Anužytė |
| 1997    | Asta Vyšniauskaitė                  |
| 1998    | Kristina Pakarnaitė                 |
| 1999    | nicht ausgetragen (Rechtsstreit)    |
| 2000    | Martyna Bimbaitė                    |
| 2001    | Oksana Semenišina                   |
| 2002    | Vaida Grikštaitė                    |
| 2003    | nicht ausgetragen                   |
| 2004    | Agnė Maliaukaitė                    |
| 2005–06 | nicht ausgetragen                   |
| 2007    | Jurgita Jurkutė                     |
| 2008    | Gabrielė Martirosianaitė            |
| 2009    | Vaida Petraškaitė                   |
| 2010    | Gritė Maruškevičiūtė                |
| 2011    | Ieva Gervinskaitė                   |
| 2012    | Rasa Vereniūtė                      |
| 2013    | Rūta Elžbieta Mazurevičiūtė         |
| 2014    | Agnė Kavaliauskaitė                 |

## Weitere Wettbewerbe
Neben dem nationalen Schönheitswettbewerb finden auch regionale und lokale Schönheitswettbewerbe statt, zum Beispiel, der Wettbewerb Miss Oberlitauen („Mis Aukštaitija“) findet in Panevėžys, Miss Dzūkija in Alytus statt. Er führt schon auf die Zeit der sowjetischen Okkupation (1987, 1988 und 1989) zurück. 1987 wurde Miss Lina Burbulytė ausgewählt, die während des Wettbewerbs „Mis Lietuva“ den 3. Platz belegte.
Daneben gibt es Schönheitswettbewerbe wie
- Missis Litauen („Misis Lietuva“),
- Weltweit schönste Litauerin („Gražiausia pasaulio Lietuvaitė“),
- Schönheitswettbewerbe der Kinder (z. B., der Mädchenwettbewerb „Coliukė“),
- Miss Studentin,
- Mis Stil (Mis Stilius)
- Miss vorläufige Hauptstadt („Kauno ponia“),
- Miss Studentin Litauen, daneben Miss Studentin der Universität in einzelnen Hochschulen, z. B.:
  - „Ledi MRU“ („Vize-Ledi MRU“, „Talent Ledi MRU“, „Foto Ledi MRU“ „Studentų Ledi MRU“) etc.

## Teilnehmerinnen an internationalen Wettbewerben
Miss World
- 1993: Jurate Mikutaitė
- 1995: Gabrielė Bartkutė
- 1996: Daiva Anužytė
- 1997: Asta Vyšniauskaitė
- 1998: Kristina Pakarnaitė
- 1999: Renata Mackevičiūtė
- 2000: Martyna Bimbaitė
- 2002: Oksana Semenišina
- 2003: Vaida Grikšaitė
- 2004: Agnė Maliaukaitė

Miss Europe
- 1991: Greta Bardavelytė
- 1992: Rasa Kukenytė
- 1993: N.N.
- 1994: Loreta Brusokaitė
- 1995: Danguolė Leskevičiūtė
- 1996: Sonata Pulkauskaitė
- 1997: Ewa Brzezińska
- 1999: Ieva Bieliauskaitė
- 2002: Raimonda Valinčiūtė
- 2003: Oksana Semenišina

Miss Baltic Sea
- 1990: Velga Braznevica
- 1991: Dalia Leleivaitė
- 1993: Renate Dimitrijevaitė
- 1994: Ieva Simkunaitė
- 1995: Asta Muralytė
- 1996: Laura Liesytė
- 1997: Marta Lukošiutė
- 1998: Jurgita Tvarijonaitė
- 1999: Laura Vyšniauskaitė
- 2000: Dovile Ališauskaitė
- 2001: Ugne Adomavičiutė
- 2002: Inga Vaitekunaitė
- 2003: Ieva Grunskytė
- 2004: Urta Bareisytė
- 2005: Dovilė Juškevičiūtė

Mrs. Globe
- 2006, II Vize-Miss: Renata Ražanauskienė, Photomodell

Miss Disco Beauty of the World
- 2006: Vaiva Motiekaitytė

Miss Internet World
- 2003: Dovilė Milašiūtė

Miss Bikini World
- 2000: Renata Voitechovskaja (Renata Ražanauskienė, 2001 auch „Mis Stilius“, litauische Vertreterin bei „Model of the World“)

Miss Tourism World
- 2001, II Vize-Miss: Petra Kasparavičiūtė
- 2003, I Vize-Miss: Goda Sabutytė.

## Siegerinnen anderer Schönheitswettbewerbe
Mis laikinoji sostinė
- 1998:
- 1999: Aušra Paškauskaitė
- 2000: Oksana Semenišina
- 2001: Giedrė Rusytė
- 2002: Evelina Pileckaitė
- 2003: Margarita Krylovaitė
- 2004: Agnė Griniūtė
- 2005: Živilė Blauzdytė
- 2006: Vaiva Motiekaitytė
- 2007: Greta Kazlaitė
- 2008: Evelina Sinkevičiūtė